# آنتونیو دی بندتو
آنتونیو دی بندتو (انگلیسی: Antonio di Benedetto; ۲ نوامبر ۱۹۲۲ – ۱۰ اکتبر ۱۹۸۶) رمان‌نویس، نویسنده داستان کوتاه، و روزنامه‌نگار اهل آرژانتین بود.
وی همچنین برندهٔ جوایزی همچون کمک‌هزینه گوگنهایم شده‌است.